# Пежо тип 181
Пежо тип 181 (фр. Peugeot Type 181), у то време такође познат и обично рекламира само у складу са својим фискалним коњским снагама, као Пежо 11ХП, је био аутомобил произведен између 1925. и 1928. године од стране француског произвођача аутомобила Пежо у њиховој фабрици у Оданкуру.

## Историјат
Тип 181 је први пут представљен у октобру 1924. године на 19. Париском аутосалону као нови модел за 1925. Скоро 10.000 комада произведено типа 181С укључујући 1928, Пежо је укупно 100.000 аутомобила.
Аутомобил је сличан са Пежоом тип 177, али је са већим мотором запремине 1615 cm³ четвороцилиндричним, четворотактни, задњом вучом и снагом од 40 КС.
Стандардни тип 181 имао је међуосовинско растојање од 2795 мм, а мало дуже 2865 мм тип 181Б . Укупне дужине аута биле су редом 4000 мм и 4070 мм, са размаком точкова од 1260 мм.
Разни облици каросерије су били доступни "торпедо", "кабриолет" и "купе лимузини" са простором за петоро људи.
Производња типа 181 трајала је до 1928. године, до када је произведено 9.259 јединица.

## Галерија
- Пежо тип 181 из 1926 године
- Пежо тип 181 поглед од позади